# Olympia Traveller

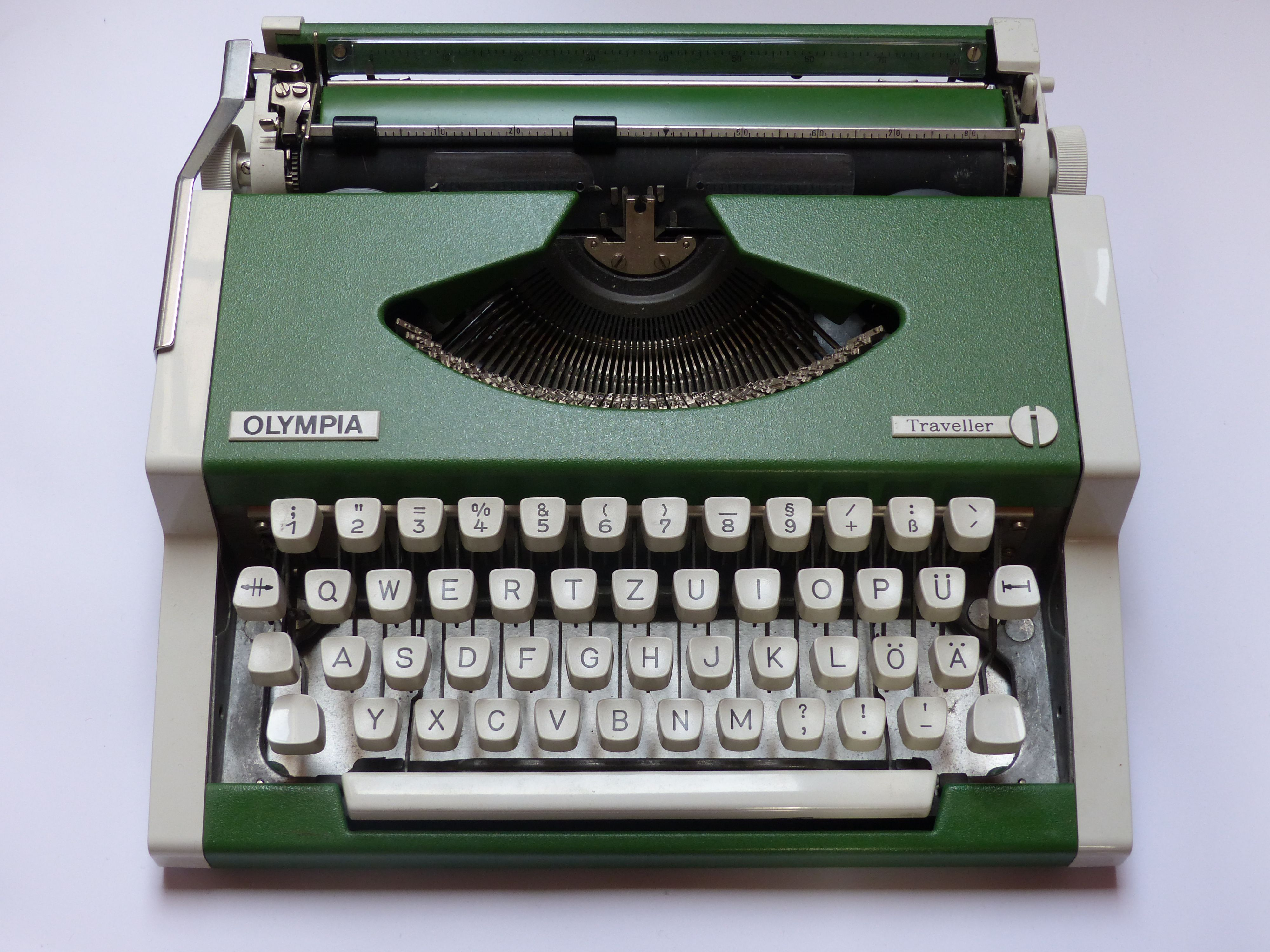
Olympia Traveller (nach 1980), deutsche Tastatur

Die Olympia Traveller (je nach Ausstattung auch Traveller de Luxe und Traveller de Luxe S) ist ein Modell einer mechanischen Kleinschreibmaschine, die von 1969 bis etwa 1971 von der Olympia-Werke AG in Roffhausen bei Wilhelmshaven hergestellt wurde. Ab 1971 erfolgte die Fertigung in Jugoslawien durch Udružena Metalna Industrija Sarajevo (UNIS) in Bugojno, auch unter gleichen Namen, sowie als UNIS TBM. Die Schreibmaschine wurde noch bis in die 1980er Jahre hergestellt. Die Schreibmaschine wurde zeitweise zudem unter dem Namen AEG-Olympia Traveller (de Luxe) vertrieben.
Die Schreibmaschine ist das Nachfolgemodell der Olympia Splendid und basiert technisch auf dieser. Die Schreibmaschine verfügt über 44 Typen, d. h. 88 Schriftzeichen. Die Maschine verfügt über eine Wagenumschaltung. In der „de Luxe“-Ausführung mit Anschlagregler und 3-facher Farbzonenschaltung, in der „de Luxe S“-Ausführung verfügte sie zusätzlich über einen Setztabulator. Die Schreibmaschine gab es in grün, orange, rot, blau und weiß, die AEG-Olympia nur in weiß.

Das Gehäusedesign stammt von Alfons Boothby und Georges Joseph und wurde 1969 unter dem US-Patent Nr. USD220132 geschützt.

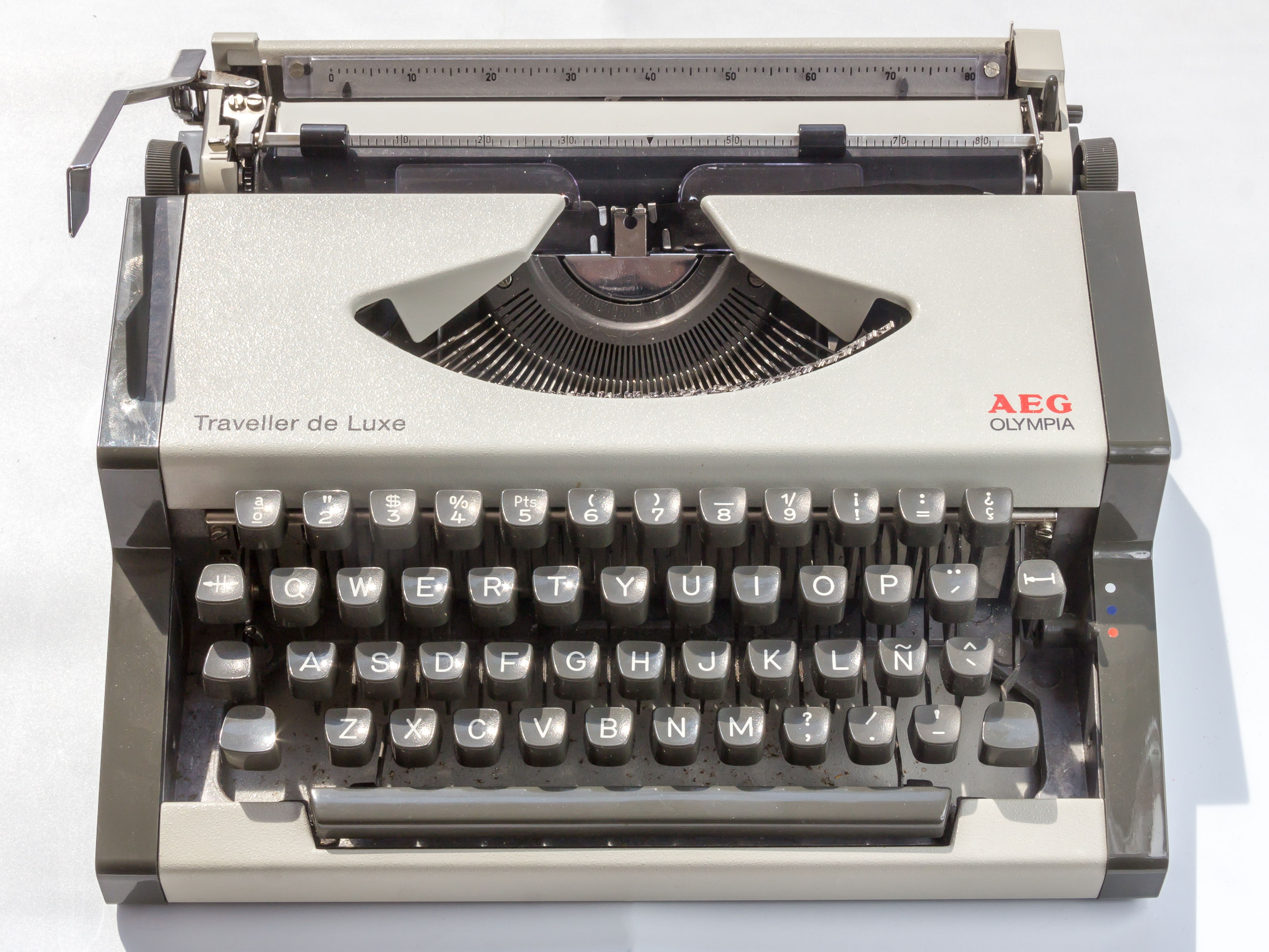
AEG-Olympia Traveller de Luxe, mit spanischer Tastatur

## Sonstiges
- Das gleiche Gehäuse wurde auch für die Modelle Olympiette 2 und 3 des japanischen Herstellers Nakajima genutzt, die innenliegende Technik ist jedoch nicht identisch.
- Ein sehr ähnliches Design findet sich auch bei den Modellen Roma und Tropical des italienischen Herstellers Olivetti, dessen Mechanik allerdings auf der Hermes Baby basiert.